# Temporada de ciclones no Índico Sudoeste de 2006-2007
A temporada de ciclones no Índico Sudoeste de 2006-2007 foi a segunda temporada de ciclones tropicais mais intensa na bacia de ciclone tropical, apenas atrás da temporada de 2018-19. A temporada começou em 15 de Novembro de 2006 e terminou em 30 de Abril de 2007. Maurícia e Seychelles consideram que a temporada termina em 15 de Maio. Estas datas delimitam convencionalmente o período de cada ano quando a maioria dos ciclones tropicais forma-se na bacia. A bacia é delimitada pelo meridiano 90°L e pela Linha do Equador, ficando no quadrante sudoeste destas limitações. Os ciclones tropicais que se formam nesta bacia são monitorados pelo Centro Meteorológico Regional Especializado em Reunião, controlado pela Météo-France.

## Previsões de pré-temporada
Em 13 de Outubro de 2006, o Serviço Meteorológico de Maurício emitiu a sua previsão sazonal para o Oceano Índico sudoeste. Previram uma fase positiva do El Niño para a temporada, significando que a temporada iria ser normal ou um pouco acima da média. Também previram uma oscilação quase-bienal, que favorecia a formação de ciclones tropicais e, notando que a atividade ciclônica no Hemisfério norte estava ligeiramente abaixo do normal, deveria estar pouco acima do normal no Oceano Índico sudoeste. Baseado em indicadores regionais, notaram que os ciclones tropicais nomeados não iriam durar pouco tempo. A maioria dos fatores regionais indicou a probabilidade de uma temporada normal. Portanto, a previsão chamava a atenção para a formação de 10 ciclones tropicais com nomes, a maioria a oeste de Diego Garcia, e pelo menos um formando-se no Canal de Moçambique.

## Tempestades

### Perturbação tropical 01R
Em 19 de Outubro, uma área perturbada de baixa pressão perto da linha do Equador que tinha persistido por cerca de dois dias na área foi designada como uma perturbação tropical pelo CMRE de Reunião. Durante os três dias seguintes, nenhum aviso regular foi emitido porque não havia a expectativa da perturbação se desenvolver. Em 22 de Outubro, no entanto, a perturbação voltou a se fortalecer e a emissão de avisos regulares começou porque era esperado que a perturbação se tornasse uma depressão tropical. No entanto, isto nunca ocorreu e em 23 de Outubro, o CMRE de Reunião emitiu seu último aviso.

### Tempestade tropical moderada Anita
Em 25 de Novembro, uma área de convecção formou-se perto de 5°S 55°L. O CMRE designou o sistema como uma área de distúrbios meteorológicos dois dias depois. O sistema intensificou-se ligeiramente e o CMRE de Reunião designou-o como uma perturbação tropical em 27 de Novembro às 12:00 (UTC). O Joint Typhoon Warning Center começou a monitorar a perturbação e em 29 de Novembro, classificou a perturbação como um ciclone tropical. O CMRE de Reunião classificou o sistema como uma tempestade tropical moderada em 1 de Dezembro e o Centro de Aviso de Ciclone Sub-regional de Madagascar atribuiu-lhe o nome Anita. O próprio Madagascar submeteu o nome à lista de ciclones tropicais no Oceano Índico sudoeste. O aumento do cisalhamento do vento inibiu qualquer desenvolvimento e o sistema falhou em se intensificar-se mais assim que se movia para sul. O CMRE de Reunião desclassificou Anita para uma depressão tropical no começo da madrugada de 2 de Dezembro. O JTWC emitiu seu aviso final sobre o sistema ao mesmo tempo. Anita continuou a se enfraquecer e o CMRE de Reunião desclassificou novamente o sistema, desta vez para uma perturbação tropical e emitiu seu aviso final sobre o sistema no começo da madrugada de 3 de Dezembro.

### Ciclone tropical intenso Bondo
Em 17 de Dezembro, a Météo-France classificou uma área de distúrbios tropicais como uma perturbação tropical. No dia seguinte, o JTWC classificou o sistema como um ciclone tropical enquanto o CMRE de Reunião classificou o sistema para uma depressão tropical e posteriormente para uma tempestade tropical moderada. Enquanto isso o Centro de Aviso de Ciclone Tropical Sub-regional de Madagascar atribuiu-lhe o nome Bondo, nome que foi submetido à lista de ciclones tropicais pelo Malawi. A partir de 19 de Dezembro, Bondo começou a sofrer rápida intensificação e às 15:00 (UTC), Bondo já tinha uma intensidade equivalente a um furacão de categoria 3 na escala de furacões de Saffir-Simpson, segundo o JTWC. Com isso, a Météo-France classificou, ainda em 19 de Dezembro, Bondo para um ciclone tropical intenso, com ventos máximos sustentados em 10 minutos de 205 km/h e uma pressão mínima central de 925 hPa.
A partir de então, Bondo começou a se mover para sul-sudoeste e começou a se enfraquecer, primeiramente devido a um ciclo de substituição da parede do olho e posteriormente devido ao aumento do cisalhamento do vento. Bondo voltou a se fortalecer assim que se aproximava do extremo norte da ilha de Madagascar, devido à diminuição do cisalhamento do vento, em 23 de dezembro. Movendo-se paralelamente à costa noroeste de Madagascar, na direção sul-sudoeste, Bondo atingiu seu pico secundário com ventos máximos sustentados de 140 km/h, segundo a Météo-France. A interação com terra fez o ciclone enfraquecer e o seu olho finalmente atingiu diretamente Madagascar por volta das 12:15 (UTC) de 23 de Dezembro. O JTWC emitiu seu aviso fina às 21:00 (UTC) daquele dia, indicando a dissipação do sistema sobre terra. A Météo-France ainda continuava a emitir avisos sobre o Bondo, sendo tratado como uma depressão sobre terra. Segundo a Météo-France, a área de baixa pressão associada a Bondo tinha se dissipado sobre terra em 26 de Dezembro e que uma nova área de baixa pressão tinha se formado ao largo da costa oeste de Madagascar em associação às áreas de convecção remanescentes do sistema. No entanto, esta nova área de baixa pressão não se desenvolveu e o CMRE de Reunião emitiu seu aviso final sobre o sistema mais tarde naquele dia.
Em resposta à chegada do ciclone Bondo, o Atol de Farquhar, que faz parte de Seychelles, retirou 35 de seus 43 residentes. Os outros oito remanescentes permaneceram um abrigo de emergência. A ilha de Agalega recebeu 280 mm de chuva em associação à passagem de Bondo. Uma morte foi confirmada como resultado da passagem do ciclone com outra desaparecida e presumidamente morta.

### Perturbação tropical 04R
Uma área de convecção formou-se em 22 de Dezembro a noroeste de Diego Garcia. O Centro de Aviso de Ciclone Tropical Sub-regional de Maurício designou o sistema como uma perturbação tropical em seu boletim ultramarino da meia-noite (UTC) de 25 de Dezembro. Ainda em 25 de dezembro, a Météo-France classificou o sistema como área de distúrbios meteorológicos 04R. No dia seguinte, o sistema ganhou áreas de convecção suficientes para ser designada como uma perturbação tropical. Assim que seguia em direção a Madagascar. Em 28 de Dezembro, o CMRE de Reunião desclassificou o sistema para uma área de distúrbios meteorológicos e emitiu seu último aviso regular sobre o sistema.

### Tempestade tropical severa Clovis
Em 29 de Dezembro, a Météo-France começou a emitir avisos, embora irregulares, de uma nova área de distúrbios meteorológicos. Com a organização do sistema, a Météo-France começo a emitir avisos regulares sobre o sistema, designando-o como a perturbação tropical 05R em 30 de Dezembro. Ao meio-dia (UTC) de 31 de Dezembro, a Météo-France classificou novamente o sistema, desta vez para uma tempestade tropical moderada, atribuindo-lhe o nome Clovis, que foi submetido à lista de nomes de ciclones por Maurício. Apenas três horas depois, o CMRE de Reunião classificou Clovis para uma tempestade tropical severa. Ainda em 31 de Dezembro, por volta das 17:00, o centro ciclônico de Clovis passou a apenas 20 km da Ilha Tromelin, com ventos máximos sustentados de 100 km/h.
O ciclone continuou a seguir para oeste-sudoeste e atingiu a costa leste de Madagascar em 3 de Janeiro, dissipando-se em 4 de Janeiro. Segundo relatos, quase 1.500 pessoas tiveram que sair de suas residências devido aos ventos fortes e às enchentes. No entanto, não há registros de feridos ou fatalidades associados a este sistema.

### Perturbação tropical 06R
Em 5 de Janeiro, um grupo de nuvens estava localizado perto da costa oeste de Madagascar, segundo o JTWC. Em 8 de Janeiro, de acordo com a Météo-France, o sistema se tornou uma perturbação tropical, a sexta da temporada. Mais tarde, a Météo-France parou de emitir avisos sobre o sistema, sendo que a intensificação do sistema não era esperado.

### Ciclone tropical intenso Dora
Em 28 de Janeiro, o CMRE de Reunião classificou uma área de convecção a oeste de Diego Garcia como a zona de distúrbios meteorológicos 07R. Mais tarde, o JTWC começou a emitir avisos regulares sobre o sistema, designando-o como o ciclone tropical 10S. Em 29 de Janeiro, o CMRE de Reunião classificou o sistema como uma depressão tropical e, horas depois, como uma tempestade tropical moderada, atribuindo-lhe o nome Dora, que foi submetido à lista de nomes de ciclones pelo Moçambique. Dora seguiu erraticamente enquanto seguia para o sul e tornou-se um ciclone tropical (classificação de intensidade do CMRE de Reunião) no começo da madrugada de 1 de Fevereiro. Embora fosse previsto que Dora iria se enfraquecer, o ciclone contrariou as expectativas e continuou a se fortalecer, embora começasse se enfraquecer logo depois. No entanto, Dora tornou-se um ciclone tropical anular e intensificou-se mais, atingindo o pico de intensidade com ventos máximos sustentados de 215 km/h e uma pressão mínima central de 925 mbar em 3 de Fevereiro. Dora então começou a seguir para sudoeste, enquanto se enfraquecia lentamente. Em 9 de Fevereiro, o ciclone tornou-se totalmente extratropical. O sistema extratropical de Dora seguiu em direção ao sul até 12 de Fevereiro, quando dissipou-se totalmente.
A Ilha de Rodrigues chegou a emitir um aviso de ciclone tropical classe 2, mas Dora não causou prejuízos, nem provocou feridos ou fatalidades.

### Tempestade tropical severa Enok
Em 7 de Fevereiro, o Joint Typhoon Warning Center emitiu um alerta de formação de ciclone tropical (AFCT) sobre uma área de convecção a leste da costa de Madagascar. A Météo-France classificou o sistema como uma perturbação tropical, a oitava da temporada, no final do dia seguinte. Em 9 de Fevereiro, o JTWC classificou a perturbação como um ciclone tropical, atribuindo-lhe o número 13S, pouco depois da Météo-France ter classificado o sistema como uma depressão tropical. Mais tarde naquele dia, o Centro de Aviso de Ciclone Tropical Sub-regional de Madagascar atribuiu o nome Enok ao sistema, apesar de, naquele momento, o CMRE de Reunião ainda não ter classificado o sistema para uma tempestade tropical moderada. No aviso seguinte do CMRE de Reunião, a depressão foi classificada diretamente para uma tempestade tropical severa, mas começou a se enfraquecer lentamente no dia seguinte. Rodrigues emitiu um sinal de ciclone tropical classe 4 antes do sistema ser desclassificado para uma tempestade tropical moderada em 10 de Fevereiro. No dia seguinte, o JTWC emitiu seu último aviso sobre o sistema, enquanto que a Météo-France desclassificou Enok para uma depressão tropical. Apenas seis horas depois, o CMRE de Reunião desclassificou Enok novamente, desta vez para uma perturbação tropical e emitiu seu aviso final sobre o sistema.

### Ciclone tropical intenso Favio
No começo da madrugada de 12 de Fevereiro, o CMRE de Reunião notou a formação de uma zona de distúrbios meteorológicos e o designou pelo número 09R. Doze horas depois, o CMRE de Reunião classificou o sistema como uma perturbação tropical. Em 14 de Fevereiro, o JTWC classificou o sistema como um ciclone tropical e lhe atribuiu o número 14S. Após ter sido classificado para uma depressão tropical anteriormente, o CMRE de Reunião classificou o sistema como uma tempestade tropical moderada e lhe atribuiu o nome Favio, que foi submetido à lista de nomes de ciclones pelo Seychelles. Logo em seguida, o governo de Reunião emitiu um alerta de ciclone tropical, mas o alerta foi descontinuado em 16 de Fevereiro assim que o sistema passou bem ao sul da ilha. A intensificação do sistema continuou e o CMRE de Reunião classificou Favio como uma tempestade tropical severa em 18 de Fevereiro e para um ciclone tropical no dia seguinte. Em 20 de Fevereiro, o pequeno ciclone alcançou o status de ciclone tropical intenso, desviando a ilha de Madagascar pelo sul e seguindo para a costa de Moçambique. Com isso, as autoridades locais puseram a costa sul moçambicana sob o mais alto nível de alerta de ciclone. O ciclone atingiu a costa moçambicana em 22 de Novembro, ainda com intensidade de um ciclone tropical intenso na província moçambicana de Inhambane. Após o landfall, Favio rapidamente se enfraqueceu e dissipou-se cerca de 24 horas depois.
A cidade mais atingida foi Vilanculos e quatro fatalidades foram confirmadas, além de sete feridos. As áreas de convecção remanescentes de Favio chegaram a ameaçar Zimbábue, onde alertas de enchentes foram declarados.

### Ciclone tropical intenso Gamede
Em 20 de Fevereiro, o CMRE de Reunião começou a emitir avisos regulares sobre uma perturbação tropical a sul-sudeste de Diego Garcia. Mais tarde, o sistema fortaleceu-se para uma depressão tropical e em 21 de Fevereiro, o CMRE classificou o sistema como uma tempestade tropical moderada, atribuindo-lhe o nome Gamede. No dia seguinte, Gamede tornou-se uma tempestade tropical severa assim que se movia para oeste. O governo de Maurício declarou alertas de ciclone tropical assim que Gamede se aproximava da ilha, sendo que um alerta classe 4 foi emitido em 25 de Fevereiro. Gamede tinha se tornado um ciclone tropical em 23 de Fevereiro e o seu raio de ventos máximos expandiu-se para 500 km, algo incomum para ciclones tropicais. Em 24 de Fevereiro, o governo de Reunião emitiu seu primeiro alerta vermelho, o primeiro da temporada, devido à ameaça do ciclone. Em 25 de Fevereiro, Gamede tornou-se um ciclone tropical intenso.
Em 26 de Fevereiro, os avisos de ciclone tropical foram cancelados tanto para Reunião quanto para Maurício, assim que Madagascar emitiu avisos de perigo iminente para 13 áreas. No entanto, Gamede sofreu um ciclo de substituição da parede do olho e cresceu novamente em tamanho, englobando novamente a ilha de Reunião. Com isso, o governo de Reunião voltou a emitir um alerta vermelho.
Antes de atingir Madagascar, Gamede começou a seguir para o sul e começou a se enfraquecer. Em 1 de Março, o CMRE de Reunião desclassificou Gamede para uma tempestade tropical severa. A partir de então, Gamede começou a sofrer transição extratropical e em 2 de Março, tanto o JTWC quanto o CMRE de Reunião emitiram seus últimos avisos sobre o sistema. Gamede deixou 20 milhões de euros em prejuízos em reunião devido às chuvas torrenciais. Na ilha, as chuvas torrenciais de Gamede atingiram recordes mundiais quanto às chuvas associadas a ciclones tropicais. Em Reunião, entre 24 e 27 de Fevereiro, a precipitação acumulada chegou a 3.929 mm.

### Ciclone tropical Humba
Em 21 de Fevereiro, a Météo-France classificou um sistema como uma perturbação tropical perto do limite oriental de sua área de responsabilidade. Mais tarde naquele dia, o JTWC classificou o sistema como um ciclone tropical e atribuiu-lhe a designação 16S. Em 22 de Fevereiro, o CMRE de Reunião classificou a perturbação para uma depressão tropical e para uma tempestade tropical moderada no dia seguinte, atribuindo-lhe o nome Humba, submetido à lista de nomes de ciclones pela Tanzânia. Mais tarde, Humba tornou-se uma tempestade tropical severa e em 25 de Fevereiro, o CMRE de Reunião classificou o sistema como um ciclone tropical.
Logo após atingir seu pico de intensidade, Humba enfraqueceu-se para uma tempestade tropical severa em 26 de Fevereiro. No mesmo dia, Humba começou a sofrer transição extratropical e o JTWC emitiu seu último aviso sobre o sistema. O CMRE de Reunião fez o mesmo no dia seguinte.

### Ciclone tropical intenso Indlala
Em 10 de Março, o CMRE de Reunião notou uma área de distúrbios meteorológicos e atribuiu-lhe a designação 12R. Em 11 de Março, o CMRE classificou o sistema como uma perturbação tropical e mais tarde como uma depressão tropical. Sob condições favoráveis, a depressão tropical tornou-se uma tempestade tropical moderada e o CMRE de Reunião atribuiu-lhe o nome Indlala, que foi submetido à lista de nomes de ciclones pela Suazilândia. Indlala continuou a se intensificar e mais tarde tornou-se uma tempestade tropical severa, e tornou-se um ciclone tropical no dia seguinte. Continuando a se fortalecer, um olho ficou evidente em imagens de satélite e Indlala tornou-se um ciclone tropical intenso em 14 de Março. No começo da madrugada de 15 de Março, Indlala fez landfall perto de Antalaha, Madagascar, enquanto estava sofrendo um ciclo de substituição da parede do olho, e se enfraqueceu rapidamente sobre terra. Em 17 de Março, o CMRE de Reunião emitiu seu aviso final sobre o sistema. Indlala causou pelo menos 80 fatalidades e deixou cerca de 105.000 pessoas desabrigadas em Madagascar.

### Perturbação tropical 13R
A Météo-France notou a formação de uma área de distúrbios meteorológicos em 13 de Março e atribuiu-lhe a designação 13R. Em 15 de Março, o CMRE de Reunião classificou o sistema como uma perturbação tropical, mas emitiu seu aviso final sobre o sistema em 17 de Março assim que o sistema começo a se dissipar.

### Ciclone tropical intenso Jaya
Em 29 de Março, a Météo-France classificou uma área de convecção como uma área de distúrbios meteorológicos e classificou o sistema como uma depressão tropical no dia seguinte. Ao mesmo tempo, o Centro de Aviso de Ciclone Tropical Sub-regional de Maurício classificou o sistema como uma tempestade tropical moderada, atribuindo-lhe o nome Jaya, que foi submetido à lista de nomes de ciclones pelo Zimbábue. Ainda em 30 de março, o JTWC classificou o sistema como um ciclone tropical e atribuiu-lhe a designação 22S. Assim que o sistema continuou a se organizar, a Météo-France também classificou o sistema como uma tempestade tropical moderada, e como um ciclone tropical em 31 de Março. Jaya começou a sofrer rápida intensificação e tornou-se um ciclone tropical intenso, com ventos máximos sustentados de 185 km/h ainda durante a tarde de 31 de Março.
No entanto, devido ao seu tamanho pequeno, a tempestade flutuava em intensidade facilmente e enfraqueceu-se para um ciclone tropical em 1 de Abril, embora se intensificasse novamente no dia seguinte assim que se aproximava de Madagascar. Entretanto, antes do sistema atingir a costa malgaxe, Jaya se enfraqueceu devido ao aumento do cisalhamento do vento e pela entrada de ar mais seco.
Jaya fez landfall por volta das 08:00 (UTC) de 3 de Abril, perto de Sambava, com intensidade de ciclone tropical e com rajadas de vento entre 180 a 200 km/h. Jaya seguiu para o Canal de Moçambique como um sistema altamente desorganizado e o CMRE de Reunião emitiu seu último aviso sobre o sistema.
No entanto, as áreas de convecção de Jaya se reorganizaram e em 5 de Abril, o JTWC emitiu um novo AFCT sobre o sistema, enquanto a Météo-France voltou a emitir avisos sobre a perturbação tropical ex-Jaya. Mas devido à proximidade do sistema com a costa moçambicana, o sistema não se desenvolveu e, mais tarde, se enfraqueceu novamente devido à interação com terra e pelo aumento do cisalhamento do vento. Com isso, o CMRE de Reunião novamente parou de emitir avisos sobre o sistema. Em 7 de Abril, novas áreas de convecção formaram-se em torno do sistema, forçando a Météo-France a voltar a emitir avisos sobre o sistema, que logo foram suspensos com o aumento adicional do cisalhamento do vento.
Jaya causou pelo menos 3 fatalidades no norte de Madagascar. As fortes enchentes associadas ao ciclone causaram a destruição de várias plantações.

### Depressão subtropical 15
Em 11 de Abril, a Météo-France começou a emitir avisos regulares sobre um sistema subtropical ao sul de Madagascar. O sistema estava sobre águas com temperatura de 25°C e com poucas áreas de convecção associadas. O CMRE de Reunião notou que, devido ao enfraquecimento do cisalhamento do vento, o sistema tinha organização suficiente para se considerado uma depressão subtropical. No entanto, o CMRE de Reunião notou que a transição extratropical poderia ocorrer em breve. No dia seguinte, o sistema tornou-se totalmente extratropical depois que o cisalhamento do vento aumentou. Em reanálises operacionais, concluiu-se que o sistema tinha se formado em 9 de Abril, tornou-se uma perturbação tropical no final da noite de 10 de Abril e tornou-se uma depressão subtropical logo depois.

## Energia ciclônica acumulada
| 1            | 25,331 | Bondo  | 6  | 10,836 | Indlala |
| 2            | 23,814 | Gamede | 7  | 6,481  | Humba   |
| 3            | 23,023 | Dora   | 8  | 3,526  | Clovis  |
| 4            | 17,438 | Favio  | 9  | 1,773  | Enok    |
| 5            | 13,177 | Jaya   | 10 | 0,768  | Anita   |
| Total: 125,4 |        |        |    |        |         |

A tabela a direita mostra a Energia ciclônica acumulada (ECA) para cada ciclone tropical formado durante a temporada. O ECA é, de forma abrangente, uma energia medida da tempestade multiplicada pelo tempo em que a mesma existiu. Quanto mais tempo dura e quanto mais forte a tempestade, a mesma terá uma ECA maior. A ECA somente é calculada para aqueles sistemas que alcancem força de tempestade tropical, ou seja, sistemas cujos ventos alcancem 63 km/h ou mais.

## Cronologia
O gráfico abaixo mostra de forma clara a duração e a intensidade de cada ciclone tropical:

## Nomes das tempestades
Um sistema tropical ganha um nome quando alcança a intensidade de uma tempestade tropical moderada. Se o sistema tropical atingir a intensidade de uma tempestade tropical moderada a oeste da longitude 55°L, então o Centro de Aviso de Ciclone Tropical Sub-regional em Madagascar atribuiu o nome apropriado para o sistema. Se o sistema tropical alcançar a força de uma tempestade tropical moderada entre as longitudes 55°L e 90°L, então o Centro de Aviso de Ciclone Sub-regional de Maurício atribuiu o nome apropriado para o sistema. A cada ano, uma nova lista de nomes de ciclones tropicais é usada e portanto não há nomes retirados. Abaixo está a lista de nomes de ciclones tropicais usada na temporada de ciclones no Oceano Índico sudoeste de 2006-07.
| - Anita - Bondo - Clovis - Dora - Enok - Favio - Gamede - Humba - Indlala | - Jaya - Katse (Sem usar) - Lisebo (Sem usar) - Magoma (Sem usar) - Newa (Sem usar) - Olipa (Sem usar) - Panda (Sem usar) - Quince (Sem usar) - Rabeca (Sem usar) | - Shyra (Sem usar) - Tsholo (Sem usar) - Unokubi (Sem usar) - Vuyane (Sem usar) - Warura (Sem usar) - Xylo (Sem usar) - Yone (Sem usar) - Zouleha (Sem usar) |